# Ragnhild de Norvège
Ragnhild Alexandra de Norvège, née le 9 juin 1930 à Oslo et morte le 16 septembre 2012 à Rio de Janeiro, est une princesse norvégienne, fille aînée du roi Olav V et de la princesse Märtha de Suède. En tant qu'arrière-petite-fille d'Édouard VII du Royaume-Uni, elle est de son vivant dans l'ordre de succession au trône britannique. Elle est une cousine au second degré d'Élisabeth II et de la princesse Margaret du Royaume-Uni ainsi qu'une cousine maternelle du roi Baudouin de Belgique, de son successeur Albert II ainsi que de la grand-duchesse Joséphine-Charlotte de Luxembourg.

## Biographie

### Activités officielles
En 1952, elle déclare les Jeux d'hiver d'Oslo ouverts à la place de son grand-père, le roi Haakon VII, qui est alors à Londres pour assister aux funérailles du roi George VI du Royaume-Uni, mort quelques jours auparavant. Elle devient ainsi la première femme à déclarer l'ouverture des Jeux olympiques. La princesse Ragnhild a été également la présidente de l'organisation norvégienne pour les malentendants.

### Mariage et descendance
La princesse Ragnhild se marie avec Erling S. Lorentzen, issu de la haute bourgeoisie norvégienne, à Asker, le 15 mai 1953. Après son mariage, la princesse est appelée Son Altesse la Princesse Ragnhild, Mme Lorentzen. Il y a eu une grande controverse lorsque la princesse a épousé Lorentzen, un riche homme d'affaires et ex-officier de l'armée qui avait été son garde du corps durant la Seconde Guerre mondiale. En effet, Ragnhild est devenue le premier membre de la famille royale norvégienne à se marier avec un roturier. Peu après le mariage du couple, il est annoncé que le drapeau norvégien ne serait plus déployé lors de l'anniversaire de la princesse (9 juin).
Le couple déménage à Rio de Janeiro, au Brésil, où son mari détient des participations dans des entreprises importantes. Ils y vivent et passent également quelque temps à Oslo. La princesse a eu trois enfants : Haakon Lorentzen, Ingeborg Lorentzen (Mme Paulo Ribeiro) et Ragnhild Lorentzen (mariée à l'Américain Aaron Matthew Long et vivant à San Francisco). Ses petits-enfants sont Olav (1985-), Christian (1988-), Sophia (1994-), Victoria (1988-)  Alexandra (2007-) et Elizabeth (2011-).
Conservatrice convaincue, la princesse Ragnhild critique publiquement sa nièce et son neveu, la princesse Märtha Louise et le prince héritier Haakon pour le choix de leurs conjoints sur la chaîne de télévision norvégienne TV2 en 2004. Parmi ses commentaires, elle dit que sa conviction est que les mariages controversés de la jeune génération pourraient renverser la monarchie norvégienne et espère qu'elle serait morte avant que la femme de son neveu, la princesse héritière Mette-Marit, devienne reine. Dans une tentative infructueuse de limiter les dégâts, le mari de la princesse aurait approché TV2 en demandant que les commentaires acerbes de sa femme ne soient pas diffusés.

### Décès
La princesse Ragnhild meurt le 16 septembre 2012 à Rio de Janeiro. Sa dépouille arrive à Oslo le 24 septembre où son frère, le roi Harald V, et sa sœur, la princesse Astrid, sont présents pour l'accueillir et entourer son époux Erling Lorentzen et leurs enfants.
Les funérailles ont lieu le 28 septembre en la chapelle du palais royal d’Oslo. La famille royale norvégienne et de nombreux membres du gotha dont la princesse héritière Victoria de Suède et la princesse Kristine Bernadotte (veuve du prince Carl, oncle de la défunte) entourent l'époux de la princesse Ragnhild et ses enfants et petits-enfants. La princesse est ensuite incinérée puis inhumée dans l'intimité dans l'église d'Asker.

## Titres
- 9 juin 1930 - 15 mai 1953 : Son Altesse Royale la princesse Ragnhild de Norvège
- 15 mai 1953 - 16 septembre 2012 : Son Altesse la princesse Ragnhild, Mme Lorentzen

## Distinctions
En Antarctique, un territoire de 540 000 km2 a été nommé Terre de la Princesse-Ragnhild en son honneur. Le bateau de croisière de la Jahre Line (maintenant Color Line), le Prinsesse Ragnhild, a par ailleurs été nommé en son honneur.
- Grand-croix de l'Ordre de Saint-Olaf
- Médaille du centenaire de la maison royale
- Médaille commémorative de Olav Vs du 30 janvier 1991
- Médaille du jubilé 1957-1982 de Olav Vs
- Médaille du centenaire de Olav Vs
- Ordre de la famille royale du roi Haakon VII de Norvège
- Ordre de la famille royale du roi Olav V de Norvège
- Ordre de la famille royale du roi Harald V de Norvège
- Grand-croix de l'Ordre de la Croix du Sud
- Grand-croix de l'ordre de la couronne
- Grand-croix de l'Ordre du Mérite
- Grand-croix de l'Ordre royal de l'Étoile polaire